# Raccolta aragonese
Raccolta aragonese est une  anthologie de rimes en langue toscane, composée à Florence de 1476-1477 par la volonté de Laurent de Médicis et envoyée en hommage à Frédéric d'Aragon, fils du roi de Naples Ferdinand Ier. Le recueil est précédé d'une  épître  liminaire attribuée à Ange Politien, dans laquelle est exposée la finalité culturelle de l'opération par un vaste choix de rimes, la noblesse et la continuité de la tradition poétique toscane ainsi que la richesse et la valeur littéraire de la langue vulgaire,. 
L' anthologie comprend 499 textes des plus importants poètes toscans du Duecento au Quattrocento dont Dante Alighieri, Guittone d'Arezzo, Guido Cavalcanti, Cino da Pistoia, Giovanni Boccaccio, Luigi Pulci, Matteo Maria Boiardo et même Laurent le magnifique.